# Massimo Strazzer
Massimo Strazzer es un antiguo ciclista profesional italiano nacido el 17 de agosto de 1969 en Zevio.

## Biografía
Especialista al sprint, Massimo Strazzer participó numerosas veces en el Giro de Italia. Nunca ganó una etapa en el Giro, pero en el Giro de Italia 2001 ganó la clasificación por puntos y el Intergiro y en el Giro de Italia 2002 la clasificación del Intergiro. puso fin a su carrera en 2004, tras una temporada sin victorias marcada por una dura caída en el Giro de Italia 2004.

## Palmarés
| 1993 - 1 etapa de la Tirreno-Adriático 1994 - 3 etapas de la Vuelta a Portugal 1995 - 1 etapa del Tour de Vaucluse - 1 etapa de la Vuelta a Portugal 1996 - 1 etapa de los Tres Días de La Panne 1997 - 1 etapa del Tour del Mediterráneo - Clásica de Almería - 2 etapas de la Vuelta a Murcia 1998 - 1 etapa de la Vuelta a la Comunidad Valenciana - 2 etapas de la Vuelta a Suecia | 1999 - 1 etapa de la Tirreno-Adriático - 1 etapa del Tour de Polonia 2000 - 1 etapa de la Vuelta a Baviera 2001 - Clasificación por puntos, Premio de la Combatividad del Giro de Italia y clasificación del Intergiro 2002 - 3 etapas del Circuit de la Sarthe - Clásica de Almería - Stausee Rundfahrt - Clasificación del Intergiro y Premio de la Combatividad del Giro de Italia 2003 - 1 etapa del Circuit de la Sarthe - 1 etapa de la Vuelta a Baviera |

## Resultados en las grandes vueltas
| Carrera         | 1992  | 1993 | 1994 | 1995 | 1996 | 1997 | 1998 | 1999  | 2000 | 2001 | 2002  | 2003 | 2004 |
| --------------- | ----- | ---- | ---- | ---- | ---- | ---- | ---- | ----- | ---- | ---- | ----- | ---- | ---- |
| Giro de Italia  | 140.º | -    | Ab.  | Ab.  | Ab.  | -    | 91.º | 108.º | -    | 94.º | 116.º | -    | Ab.  |
| Tour de Francia | -     | -    | -    | -    | -    | Ab.  | -    | -     | -    | -    | -     | -    | -    |
| Vuelta a España | -     | -    | Ab.  | -    | -    | -    | Ab.  | -     | -    | -    | -     | -    | -    |

-: no participa

Ab.: abandono